# Robert Lighthizer
Robert Emmet Lighthizer (/ˈlaɪthaɪzər/;; sinh ngày 11 tháng 10 năm 1947)  là một luật sư và quan chức chính phủ Hoa Kỳ, là Đại diện Thương mại Hoa Kỳ thứ 18. Sau khi tốt nghiệp Trung tâm Luật Đại học Georgetown năm 1973, Robert Lighthizer gia nhập công ty Covington và Burling ở Washington, DC. Ông rời công ty vào năm 1978 để làm cố vấn trưởng thiểu số và sau đó là giám đốc nhân viên và giám đốc của Ủy ban Thượng viện về Tài chính dưới quyền Chủ tịch Bob Dole. Năm 1983, Robert Lighthizer được Thượng viện Hoa Kỳ nhất trí xác nhận là Phó Đại diện Thương mại Mỹ cho Tổng thống Ronald Reagan. Năm 1985, Lighthizer gia nhập văn phòng của Skadden, Arps, Slate, Meagher & Flom LLP của Washington với tư cách là một đối tác và lãnh đạo nhóm thương mại quốc tế của công ty. Vào ngày 3 tháng 1 năm 2017, Tổng thống đắc cử Donald J. Trump tuyên bố rằng ông dự định đề cử Lighthizer làm Đại diện thương mại Hoa Kỳ của mình. Lighthizer đã được Thượng viện xác nhận vào ngày 11 tháng 5 năm 2017, bằng một cuộc bỏ phiếu là 82-14.